# Destino (canção de Lucas Lucco)
"Destino" é o segundo single do cantor e compositor mineiro Lucas Lucco, extraído do seu álbum O Destino - Ao Vivo.

## Videoclipe
O videoclipe lançado no dia 22 de setembro de 2014, Lucco criou o roteiro do vídeo junto com Alex Batista, o clipe fala do desencontro amoroso de um casal. “O destino deve estar nos olhando/Com aquela cara de quem diz/Eu tentei/Juntar vocês dois”, canta ele. No clipe, Lucas Lucco, mostra duas faces: uma boazinha e outra má. Além disso, ele interpreta o cara apaixonado que não consegue pedir a namorada em casamento.
|título1=Destino (Ao Vivo)|duração1=4:11
}}

## Desempenho nas tabelas musicais
| Tabela musical (2014)                       | Melhor posição |
| ------------------------------------------- | -------------- |
| Brasil - (Billboard Brasil Hot 100 Airplay) | 2              |